# Sogakope

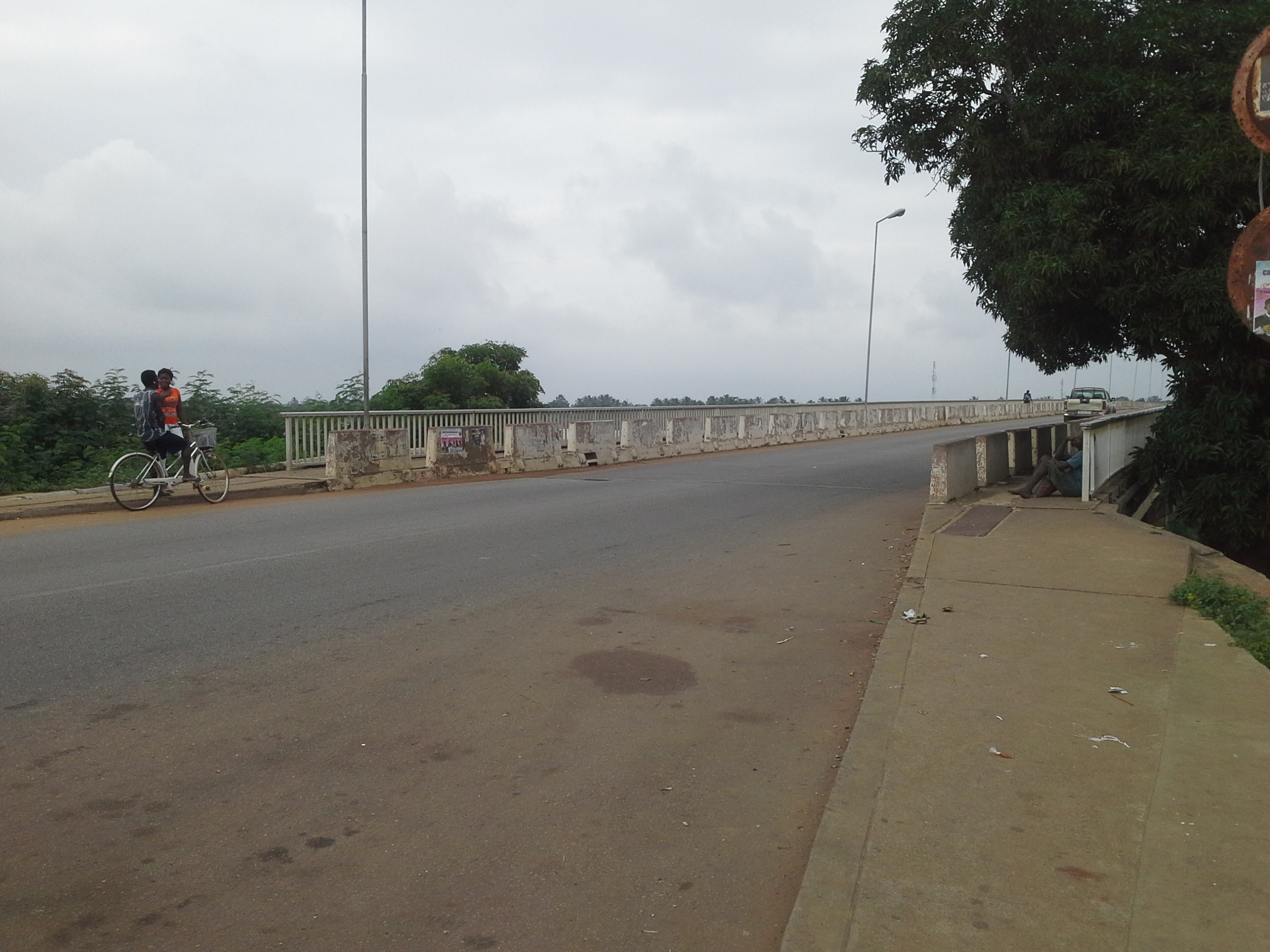
Sogakope

Sogakope é a capital distrital de Tongu, localizado na região de Volta do país de Gana. A cidade é conhecida pelo turismo fluvial e produção de pão assado.
Com latitude 5,999 d longitude 0,594, passa por Sogakope a rodovia internacional do Togo ligando Costa do Marfim.